# Беліу (комуна)
Беліу (рум. Beliu) — комуна у повіті Арад в Румунії. До складу комуни входять такі села (дані про населення за 2002 рік):
- Беліу (1857 осіб) — адміністративний центр комуни
- Бенешть (118 осіб)
- Бокія (87 осіб)
- Васіле-Голдіш (519 осіб)
- Секач (200 осіб)
- Тегедеу (539 осіб)

Комуна розташована на відстані 393 км на північний захід від Бухареста, 62 км на північний схід від Арада, 127 км на захід від Клуж-Напоки, 100 км на північний схід від Тімішоари.

## Населення
За даними перепису населення 2002 року у комуні проживали 3320 осіб.
Національний склад населення комуни:
| Національність | Кількість осіб | Відсоток |
| -------------- | -------------- | -------- |
| румуни         | 3017           | 90,9%    |
| цигани         | 148            | 4,5%     |
| українці       | 80             | 2,4%     |
| угорці         | 72             | 2,2%     |
| німці          | 3              | 0,1%     |

Рідною мовою назвали:
| Мова       | Кількість осіб | Відсоток |
| ---------- | -------------- | -------- |
| румунська  | 3189           | 96,1%    |
| угорська   | 67             | 2,0%     |
| українська | 62             | 1,9%     |
| циганська  | 1              | < 0,1%   |
| німецька   | 1              | < 0,1%   |

Склад населення комуни за віросповіданням:
| Релігія        | Кількість осіб | Відсоток |
| -------------- | -------------- | -------- |
| православні    | 2485           | 74,8%    |
| баптисти       | 241            | 7,3%     |
| греко-католики | 224            | 6,7%     |
| адвентисти     | 132            | 4,0%     |
| п'ятдесятники  | 112            | 3,4%     |
| римо-католики  | 95             | 2,9%     |
| не релігійні   | 16             | 0,5%     |
| реформати      | 8              | 0,2%     |